# アストロガンガー
『アストロガンガー』は、1972年（昭和47年）10月4日から1973年（昭和48年）3月28日まで日本テレビ系で毎週水曜日19時00分 - 19時30分に全26話が放送された、ナック・宣弘社製作のロボットアニメ。

## 概要
『マジンガーZ』より2か月早く放映が開始された作品で、人が巨大ロボットに入り込んで敵と戦うSFアニメーション番組の先駆けである。
しかし、『マジンガーZ』以降に頻出したいわゆる巨大ロボットアニメーション作品のように主人公が搭乗し操縦するという形ではなく、“生きている金属”によって生み出された意思を持つロボット・ガンガーに主人公・星カンタローが融合することで、その能力が最大限に引き出されるという設定である。意思を持った巨大ロボット、主人公と肉体的に融合する巨大ロボットは、それぞれ他に例があるが、双方の設定を兼ね備えた作品は本作のみである。そのため、巨大ロボットアニメの系譜では、類似作品や継承作品がほとんどない独自な位置の作品であり、巨大ロボットアニメ作品の先駆けとして語られる機会は少ない。しかし、使用されたSE音に関してはロボットの歩行や着地の際の金属音、ポーズをとった時のメカの咆哮音、ビーム放射の際の音など、『マジンガーZ』をはじめその後のアニメ作品でも定番となる音響をいち早く採用している。
また、ガンガーは人語を話し格闘戦を主にして戦うため、ロボットというよりも巨大ヒーロー色が強い。
ただし、この作品は、企画段階では「少年がヘリコプターのような乗り物で巨大ロボットに合体して操縦する」という設定になっていた。ところが具体的な作業に入る段階になってクレームがつき、「メカニックな取り扱いは駄目、ロボットは生きた金属でできた生き物にしろ、合体もメカ的に行うのではなく少年が宙を飛んで行って溶け込むようにしろという、いわゆる当時流行りの変身ものとなり、いろいろと考案したメカニズムが全て破棄されたという経緯がある。
本作の中心的な製作スタッフの西野聖市、田中英二、安藤豊弘、茂垣弘道らは2年後に放映される『チャージマン研!』にも携わっているほか、作風や登場人物の構成（敵対する宇宙人も含め）についても類似性が見られる。
2017年4月、5PRO STUDIOから本作初となる可動フィギュアが発売された。
2021年11月2日から、ICHI（旧ナック）のYouTubeチャンネルでリマスター版が全話公開されている。

## あらすじ
生物の住む惑星の酸素と緑を狙い、環境を破壊するブラスター星人の攻撃で、宇宙では平和な惑星が次々と滅亡していた。
ブラスター星人に滅ぼされたカンタロス星の女性科学者マヤは、“生きている金属”を持って地球へと脱出した。マヤは地球人の星博士と出会い、二人の間に息子・カンタローが誕生する。ブラスター星人が地球を狙うことを予見していたマヤは、“生きている金属”を海底火山のエネルギーで成長させ、巨大ロボットのガンガーを誕生させた。しかし、脱出の際に浴びたブラスター星人の光線による後遺症が原因で、マヤは星博士にカンタローの将来とガンガーを託して息を引き取る。
カンタロス星壊滅から10年後、ブラスター星人は地球を次の標的に定め行動を開始したが、怪事件の黒幕がブラスター星人であることを訴える星博士の主張は、世間に受け入れられなかった。カンタローはガンガーと一体化して、地球を守るための戦いを開始する。

## 登場人物
星 カンタロー
声  - 東美江
本作の主人公。地球人とカンタロス星人のハーフ。年相応の少年であるが、カンタロス星人の血を引いているからか、普通の地球人より運動神経や回復力が高いが、超人と言う程ではない。
母の形見のペンダントの力で戦闘服とヘルメットの姿になった後にガンガーと融合する。またこの姿のヘルメットは特に気密されていたり、生命維持装置のたぐいは見当たらないが、
宇宙服としても機能する。
星博士
声 - 吉沢久嘉
カンタローの父親。通信機を通してガンガーにいるカンタローに指示を出す。ブラスター星人についてマヤから聞いていたため、その対策を独自に研究していたが、当初は宇宙人を信じる狂人と扱われていた。
専門は天文学と物理学らしき描写がある。研究所の所長らしいが所属や収入源は不明。星研究所の所長で、ISPとは協力関係にある。
ガンガー
声 - 飯塚昭三
ブラスター星人の地球侵略に対抗するため、星カンタローの母・マヤがカンタロス星の「生きている金属」を使って生成した巨大ロボット。全高40メートル、重量2トン。
自分の意思を持ち、単体での活動も可能。ただし、カンタローと合体していないと人間の知能が欠如するため真正面からのみの単調な攻撃になりやすいが、合体することでその真の能力を発揮する。急激な低温と錆びに弱い。ただし、熱を吸収する事で、自己再生が可能である。また、カンタローが融合している胸の円盤状の部分を守ろうとして行動が鈍ることもあった。円盤状の部分は普段カンタローがガンガーを呼び出す際に使うペンダントと同じデザインをしており、２人が分離中にこの部分を攻撃されると離れた場所にいるカンタローにも衝撃が伝わる描写がある。最終話では分離させたカンタローらを乗せて脱出艇代わりに使用された。ブラスター星人が内部を透視光線で調べた結果は、操縦室や動力室、電子頭脳等の機械的な物は何も無く、粒子状のエネルギーが渦を巻いているだけだった。機械的なロボットと言うより、金属の身体を持つ生命体に近い。
武器は装備されておらず、主に格闘で敵を倒す。空を飛ぶことも可能で、宇宙を航行する事も可能である。
カンタローと融合している状態に関して、当時のスタッフは「ガンガーの心臓に当たるハートの様な状態になっている」と説明されている一方、2021年に中東で製作された続編CGアニメでは、カンタローにコードが接続されている生体ユニットとして接続されていると解釈されている。
早川 りえ
声 - 小沢かおる
カンタローの幼馴染。よく一緒に遊んでいるが、ブラスターが現れると姿を消すカンタローを訝しんでいた。最終回近くでカンタローとガンガーの関係性を知り、最終回ではスペースパンサーに生命力を吸い取られて動けなくなったカンタローを救う為、ガンガーが胸のペンダントを分離させ、地球から呼び寄せ、脱出艇となったペンダント内部でガンガーの最後を見守る事となる。
早川次長
声 - 大宮悌二
国際科学警察の次長。りえの父親。当初からブラスター星人に警戒するべきであると述べていたが、部長からは軽くあしらわれていた。
ISP（国際科学警察）部長
声 - 緑川稔
早川の上司。当初はブラスター星人の存在を信じず、星博士を狂人扱いしていた。
マヤ
声 - 鈴木弘子
カンタローの母親。カンタロス星という遠い星に住む科学者だったが、ブラスター星人に故郷を襲撃され「生きている金属」を持ち出して地球へ逃げ込む。そこで星博士に介抱され結婚し、カンタローを授かる。いずれブラスターが地球を襲撃すると予見し、生きている金属からガンガーを作り出すが、ガンガーの誕生と同時期に、ブラスター星人にブラスターX放射能に侵された身体が限界に達し、亡くなってしまった（本人は自分が長生き出来ない事を悟っていた風である）。

### ブラスター星人
ブラスター1
声 - 寺島幹夫
ブラスター星人の地球侵略部隊の隊長。通称はチーフ
ブラスター2
声 - 鈴木泰明
ブラスー1の軍師的存在の副官。
ブラスター3
声 - 清川元夢

## 用語集
生きている金属
カンタロス星で採れる意思をもった生体金属。熱で成長する性質をもつ。
カンタロス星
マヤの故郷。地球よりも優れた科学力をもつ星だったが、ブラスター星人によって滅ぼされる。
ブラスター星人
本作の敵勢勢力。生命維持に大量の酸素と葉緑素が必要であり、それを求めて幾多の星を滅ぼしてきた。額に数字が書いてあり、数値が小さいほど格上である。
宇宙ステーションを本拠に地球に攻撃を仕掛けてくる。宇宙ステーションは他にもあり、ブラスター星を捨てて、部隊毎に宇宙をさまよっているらしい。
一人、または数人で合体したり、宇宙船からのエネルギーを受けてロボットに変身したり、そのまま巨大化したり、鎧のような物を着たりしてガンガーと戦ったり、ロボットを製造してブラスター星人の誰かが融合して戦ったりしていた。他に宇宙生物を捕らえて改造したりした怪獣を使ったこともある。
他に戦力としては稲妻状の光線を放つ小型円盤が量産されている。
国際科学警察
地球防衛組織。通称は「ISP」。戦闘機、戦闘艦、戦車、核ミサイル等、武装は豊富であるが、ブラスターにはほぼまったく歯が立たなかった。

## スタッフ
- 原作 - 鈴川鉄久
- 監修 - 小林利雄
- チーフプロデューサー - 松本美樹
- 企画 - 西野清市
- 構成 - 田村多津夫
- 作画監督・キャラクターデザイン - 田中英二（タマプロダクション）
- 美術監督 - 椋尾篁
- 制作担当 - 茂垣弘道、小林隆吉、米沢孝雄（日本テレビ）
- 協力 - タマプロダクション
- 音楽 - 小森昭宏
- プロデューサー - 西條克麿、藤井賢祐（日本テレビ）
- 編集 - 西出栄子
- 音響監督 - 山田悦司
- 効果 - E&Mプランニングセンター
- 調整 - 原田一男
- 選曲 - hap
- 録音 - 番町スタジオ
- 現像 - 東洋現像所
- 制作 - 宣弘社、ナック

### 各話スタッフ
- 脚本 - 田村多津夫、馬嶋満、今野怜子、安藤豊弘、茂垣弘道
- 演出 - 新田雅司、吉田健次郎 他
- 絵コンテ[7] - 杉山卓、明比正行 他

## 主題歌
オープニングテーマ - 「アストロガンガー」
作詞 - 雨宮雄児 / 作曲・編曲 - 小森昭宏 / 歌 - 水木一郎、コロムビアゆりかご会
Youtube配信版では「進め！アストロガンガー」と表記。
エンディングテーマ - 「進め! アストロガンガー」
作詞 - 雨宮雄児 / 作曲・編曲 - 小森昭宏 / 歌 - コロムビアゆりかご会

## 各話リスト
| 話数 | サブタイトル                          | 敵                                      | 放送日         |
| ---- | ------------------------------------- | --------------------------------------- | -------------- |
| 1    | 行くぞ ガンガー                       | ビッグアイバー ブラポット               | 1972年 10月4日 |
| 2    | 生きているロボット                    | ホースタンカー リトルラフター           | 10月11日       |
| 3    | 燃える島の陰謀                        | サイボーグ犬 グリーンバー               | 10月18日       |
| 4    | 恐怖の虹                              | セブンエイスター                        | 10月25日       |
| 5    | ガンガーの秘密を探れ                  | バネッタキラス                          | 11月1日        |
| 6    | 錆ついたガンガー                      | OXガスター                              | 11月8日        |
| 7    | 宇宙爆撃隊                            | マグネッダー                            | 11月15日       |
| 8    | 宇宙の猟犬 - ハウンド -               | ファイヤーストーンロボット              | 11月22日       |
| 9    | 怪しいおばあちゃん ヘッドエレッカー   | ヘッドエレッカー                        | 11月29日       |
| 10   | 強いぞ!ガンガー                       | ワイルドボア にせアストロガンガー       | 12月6日        |
| 11   | 地球はぼくらのものだ!                 | アスファルター                          | 12月13日       |
| 12   | 流れ星の降る谷                        | アイアンコメット                        | 12月20日       |
| 13   | 白い昿谷の決闘!!                      | ブラスター9                             | 12月27日       |
| 14   | 白夜の対決                            | バッドスノー                            | 1973年 1月3日  |
| 15   | オーロラの秘密                        | ブラックフェアリー ブラスターモンスーン | 1月10日        |
| 16   | ブラスター宣戦布告                    | コルヒドラ                              | 1月17日        |
| 17   | 戦慄のスパイモンスター                | モンスター 大山次郎                     | 1月24日        |
| 18   | チェイン・メイルの渦                  | ブラスター33 ブラスター34               | 1月31日        |
| 19   | 時限爆弾ロボット・デスター            | デスター                                | 2月7日         |
| 20   | レンズマー分身作戦                    | レンズマー                              | 2月14日        |
| 21   | ロボット部隊がやって来た              | ロボスター                              | 2月21日        |
| 22   | 宇宙の幽霊船                          | ブラックワルダー                        | 2月28日        |
| 23   | カンタロスの決斗 ブラスター・ソニック | ソニックブラスター                      | 3月7日         |
| 24   | あの胸のペンダントを狙え!             | ミリオンスター                          | 3月14日        |
| 25   | ブラスター・デビル - 悪魔の眼 -       | ブラスター・デビル                      | 3月21日        |
| 26   | スペース・パンサー                    | スペース・パンサー                      | 3月28日        |

※ 1973年1月3日は、特別番組『勢ぞろい! スターお年玉大会』放送のため、17:30 - 18:00に放送。

## 放送局
- 日本テレビ（制作局）：水曜 19:00 - 19:30
- 札幌テレビ：水曜 19:00 - 19:30[9]
- 青森放送：日曜 6:20 - 6:50[10]
- テレビ岩手：水曜 19:00 - 19:30[11]
- 秋田放送：水曜 17:00 - 17:30[12]
- 山形放送：木曜 17:30 - 18:00（1973年7月5日放送開始）[13]
- 宮城テレビ：水曜 19:00 - 19:30[11]
- 福島中央テレビ（1974年に放送）：月曜 18:00 - 18:30[14]
- 新潟総合テレビ：木曜 17:20 - 17:50（1973年7月時点、遅れネット）[15]
- 北日本放送：水曜 19:00 - 19:30
- 福井放送：水曜 19:00 - 19:30
- 山梨放送：水曜 19:00 - 19:30
- 信越放送：水曜 17:20 - 17:50[16]
- 静岡放送：木曜 17:30 - 18:00[17]
- 中京テレビ：木曜 19:00 - 19:30→月曜 18:00 - 18:30(最終回のみ)
- 讀賣テレビ：水曜 19:00 - 19:30
- 日本海テレビ：水曜 19:00 - 19:30
- 西日本放送：水曜 19:00 - 19:30
- 山口放送：水曜 19:00 - 19:30
- 南海放送：水曜 19:00 - 19:30
- 高知放送：水曜 19:00 - 19:30
- 福岡放送：水曜 19:00 - 19:30[18]
- テレビ大分：水曜 19:00 - 19:30[19]
- テレビ熊本：月曜 17:30 - 18:00（1973年7月時点、遅れネット）[20]

## 漫画
- 小学館の学習雑誌
  - 小学一年生 1972年10月号 - 1973年3月号 内山まもる
  - 小学二年生 1972年11月号 - 1973年3月号 馬場秀夫
  - 小学三年生 1973年1月号 - 3月号 制野秀一
- 小学館BOOK 久松文雄
- 冒険王 浅井まさのぶ

## 映像ソフト
ニューシネマジャパンが発売した「アニメの王国」シリーズで全2巻DVD化された。2007年にラインコミュニケーションズからDVDBOX1・2が発売されたほか、全8巻の単品売りも行われた。
エンディング映像は、クレジットが同内容の物が全話で収録されており、正確な各話スタッフ・ゲスト声優を知ることはできない。
2020年12月23日、ベストフィールドからBlu-ray Discが発売。パイロット版である『アストロマン』が収録された。

## 海外での展開

### 韓国
日本大衆文化開放前の韓国では、1978年8月26日から10月14日まで、毎週日曜午後5時から、日本テレビが提携していた東洋放送テレビジョンで『쨩가의 우주전쟁』（チャンガの宇宙戦争）の題名で放送された。少ない話数ながら大ヒットを起こし、後番組に、日本の『グレートマジンガー』が放送されたときに、原作とは何ら関係はないもののキャラクターの名前を同名にし、続編作であることを示唆させるほどであった。これは、当時文化放送で放送されていた本来の前作である『マジンガーZ』との差別化を強調させるためである。日本での存在感は薄いものの、韓国ではロボット『テコンV』や『マジンガーZ』同様、非常に知名度の高い作品である。その人気の高さから、『マジンガーZ』などと同様、後年にもたびたび再放送された。
韓国ドラマ『メリー＆テグ恋のから騒ぎ』、『星を射る』、『シングルパパは熱愛中』などの劇中で現地語バージョンの主題歌が歌われるほか、少女時代が新韓銀行クレジットカードのCMにおいて替え歌でカバーしている。
ただ、このアニメは『黄金バット』や『妖怪人間ベム』と異なり、純粋な日本製で、東洋放送は現地語に吹き替えて放送のみを行った（この作品以外にも、前述したように『グレートマジンガー』、『UFOロボ グレンダイザー』、『合身戦隊メカンダーロボ』なども放送された）。

### 中東
1980年代にはシリアでもテレビ放映されて人気を博した。
2021年には中東のスタッフによるCG続編アニメが製作され、YouTubeで公開された。本編の10年後の世界を舞台に展開され、カンタローはガンガーのペンダント内でコードに繋がれた生体ユニットと言う解釈がなされている。

## 関連事項
| 日本テレビ系列 水曜 19:00 - 19:30                          | 日本テレビ系列 水曜 19:00 - 19:30 | 日本テレビ系列 水曜 19:00 - 19:30 |
| 前番組                                                     | 番組名                            | 次番組                            |
| ---------------------------------------------------------- | --------------------------------- | --------------------------------- |
| やったぜ!天才 ※19:00-19:26NNNニューススポット ※19:26-19:30 | アストロガンガー                  | 白獅子仮面                        |

## 関連商品
- CARBOTIX アストロガンガー（フェイクカラーVer.）2017年7月22日発売　発売元／5PRO STUDIO
- CARBOTIX アストロガンガー（ライブメタルVer.）2018年5月発売　発売元／5PRO STUDIO